# Кубок Шотландії з футболу 1923—1924
Кубок Шотландії з футболу 1923–1924 — 46-й розіграш кубкового футбольного турніру у Шотландії. Титул вперше здобув Ейрдріоніанс.

## Третій раунд
| Команда 1                     | Рахунок | Команда 2                |
| ----------------------------- | ------- | ------------------------ |
| 23 лютого 1924                |         |                          |
| Абердин (1)                   | 2:0     | Іст Стерлінгшир (3)      |
| Клайдбанк (1)                 | 2:3     | Ейр Юнайтед (1)          |
| Фолкерк (1)                   | 0:0     | Квінз Парк (1)           |
| Гарт оф Мідлотіан (1)         | 3:1     | Клайд (1)                |
| Мотервелл (1)                 | 0:5     | Ейрдріоніанс (1)         |
| Партік Тісл (1)               | 1:1     | Гамільтон Академікал (1) |
| Рейт Роверз (1)               | 0:1     | Сент-Бернардс (2)        |
| Рейнджерс (1)                 | 1:2     | Гіберніан (1)            |
| 27 лютого 1924 (перегравання) |         |                          |
| Квінз Парк (1)                | 0:2     | Фолкерк (1)              |
| Гамільтон Академікал (1)      | 1:2     | Партік Тісл (1)          |

## Чвертьфінали
| Команда 1                      | Рахунок | Команда 2         |
| ------------------------------ | ------- | ----------------- |
| 8 березня 1924                 |         |                   |
| Абердин (1)                    | 3:0     | Сент-Бернардс (2) |
| Ейрдріоніанс (1)               | 1:1     | Ейр Юнайтед (1)   |
| Гарт оф Мідлотіан (1)          | 1:2     | Фолкерк (1)       |
| Гіберніан (1)                  | 2:2     | Партік Тісл (1)   |
| 12 березня 1924 (перегравання) |         |                   |
| Ейр Юнайтед (1)                | 0:0 дч  | Ейрдріоніанс (1)  |
| Партік Тісл (1)                | 1:1 дч  | Гіберніан (1)     |
| 18 березня 1924 (перегравання) |         |                   |
| Гіберніан (1)                  | 2:1     | Партік Тісл (1)   |
| 19 березня 1924 (перегравання) |         |                   |
| Ейрдріоніанс (1)               | 1:1 дч  | Ейр Юнайтед (1)   |
| 20 березня 1924 (перегравання) |         |                   |
| Ейрдріоніанс (1)               | 1:0     | Ейр Юнайтед (1)   |

## Півфінали
| Команда 1                      | Рахунок | Команда 2     |
| ------------------------------ | ------- | ------------- |
| 22 березня 1924                |         |               |
| Абердин (1)                    | 0:0     | Гіберніан (1) |
| Ейрдріоніанс (1)               | 2:1     | Фолкерк (1)   |
| 26 березня 1924 (перегравання) |         |               |
| Абердин (1)                    | 0:0 дч  | Гіберніан (1) |
| 9 квітня 1924 (перегравання)   |         |               |
| Гіберніан (1)                  | 1:0     | Абердин (1)   |

## Фінал
| 19 квітня 1924 15:00 (CET) |

| Ейрдріоніанс (1) | 2:0 | Гіберніан (1) |
| ---------------- | --- | ------------- |
| Расселл 4', 37'  |     |               |

| Айброкс, Глазго Глядачів: 59 218 |